# Chiromyza enderleini
Chiromyza enderleini är en tvåvingeart som först beskrevs av Lindner 1949.  Chiromyza enderleini ingår i släktet Chiromyza och familjen vapenflugor. Inga underarter finns listade i Catalogue of Life.